# Castell de Campogrande
El castell de Campogrande, conegut popularment com el castell de Blimea o fortalesa de La Cabezada, està situat a la rodalia de la població de Blimea, en el municipi asturià de Samartín del Rei Aurelio.

## Història
Probablement el seu origen es troba en una de les torres defensives que s'alçaven al llarg de la Vall del Nalón, construïdes pels romans. Sembla que en època medieval, entorn del segle xiv, es va construir el castell aprofitant l'assentament defensiu anterior. Existeix una llegenda sobre el seu amo i la filla d'aquest, Florinda, que va acabar suïcidant-se per amor.
Després de caure en l'abandó, aquest lloc va servir d'assentament per al lloc que ocuparia el castell, que al principi no era un castell pròpiament dit, sinó un casalot.

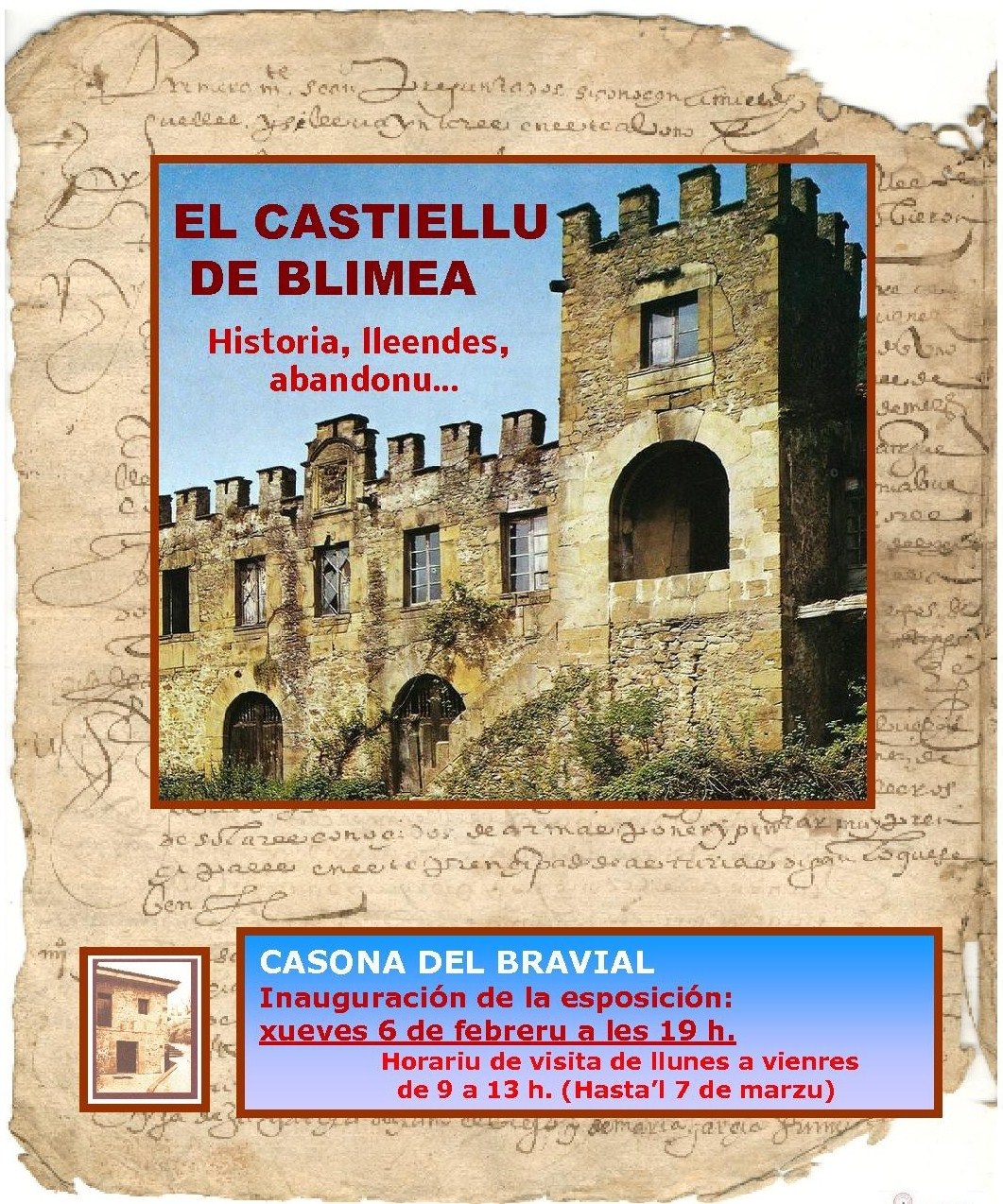
Exposició sobre el Castell de Blimea

Van ser els avantpassats dels Fernández Miranda, procedents del consell de Quirós, els seus primers habitants dels quals es té constància, que arribarien a Blimea entre els segles xi i xii, assentant-se en primer lloc en la coneguda com Casona del Bravial. Temps després, l'any 1496, descendents d'aquesta mateixa família traslladarien la seva residència al lloc que ocupava el castell en La Cabezada. És precisament aquest any l'últim en el qual es troben referències escrites sobre els Fernández Miranda.
Ja al segle xix, trobant-se en ruïnes, va ser rescatat i reconstruït pel vescomte de Campogrande, Álvaro Fernández de Miranda, per convertir-ho en la seva residència. Durant aquesta reconstrucció se li van afegir merlets i una torre que imitava una primitiva torre defensiva.

## Decadència
Durant la Revolució d'Octubre de 1934 i la Guerra Civil espanyola, va ser assaltat. Segons alguns testimoniatges, hauria estat el socialista Belarmino Tomás el que ordenés el saqueig dels valuosos mobles i obres d'art. Més tard seria assaltada la biblioteca per part dels nacionals.
Després de la Guerra Civil el castell va romandre habitat fins a la dècada de 1970. Des de llavors va quedar abandonat definitivament i el pas del temps va fer que avui només en quedin unes poques restes. Entre les causes de la seva ensulsiada es diu que l'edifici va sofrir danys amb motiu de les explotacions del pou Sant Mamés, a Sotrondio o també per la construcció de la carretera que va al cementiri.

## Exposició

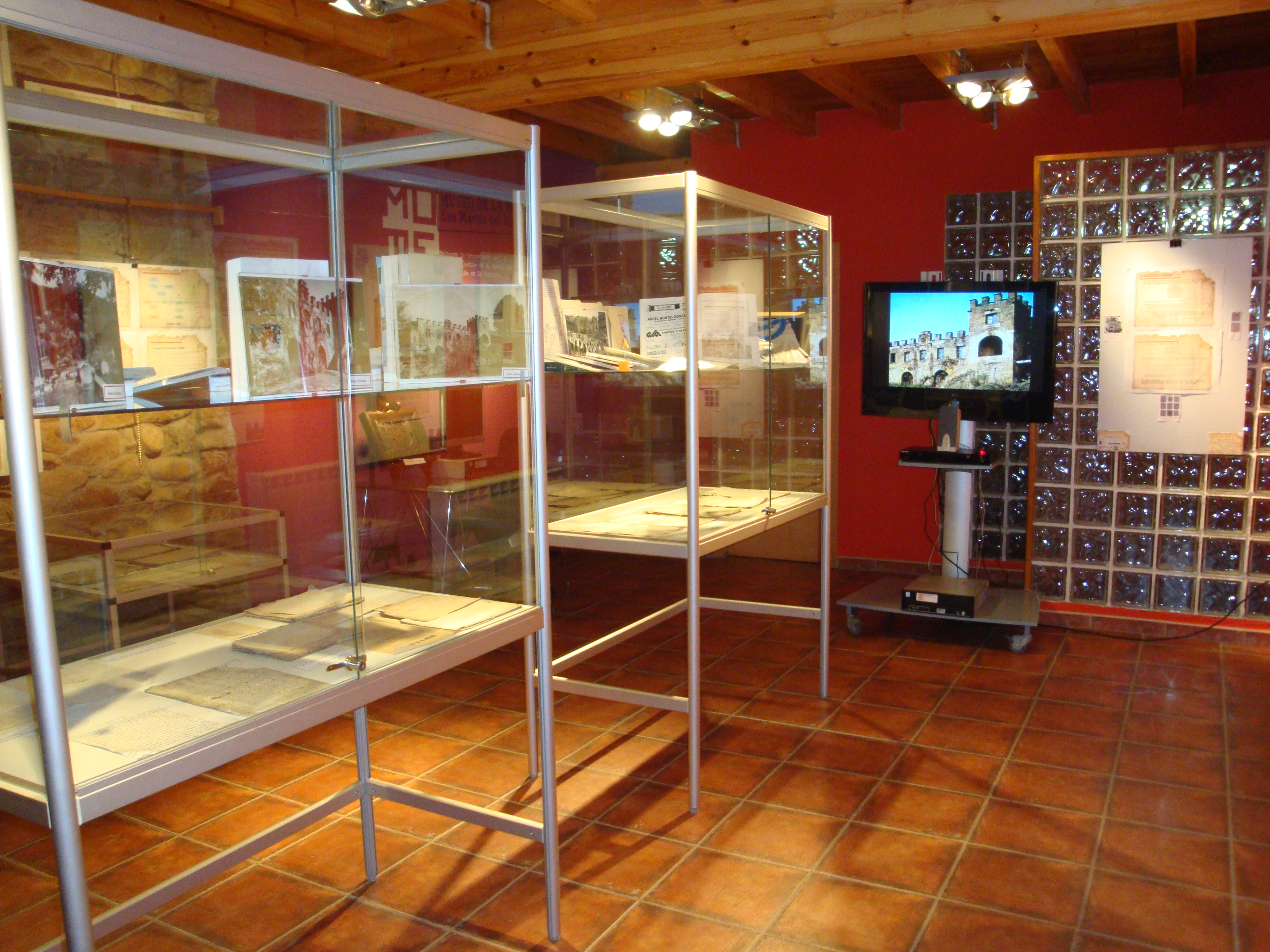
Exposició sobre el Castell de Blimea en la Casona del Bravial

Al febrer de 2014 l'ajuntament de San Martín del Rei Aurelio va dur a terme l'organització d'una exposició titulada "El Castell de Blimea. Història, llegendes, abandó". Es va encarregar el treball a la historiadora Belén González Collado, que va treballar amb documents antics donats per un ciutadà anònim al Museu de la Memòria de Sant Martín del Rei Aurelio, situat a la Casona del Bravial. La mostra, que va poder visitar-se des del 7 de febrer al 7 de març de 2014 en aquest centre cultural, realitzava un recorregut per la història del castell, des dels seus orígens fins a l'actualitat. L'exposició estava estructurada en tres parts: les famílies que van viure al castell, la història de l'edifici i l'escut. Es va fer una important recopilació de material bibliogràfic relacionat amb el castell: llibres, revistes, referències en premsa, internet. A més l'exposició va incloure fotos i records del castell que van aportar els propis veïns de Blimea.